# Spirituális Művészek Szövetsége
A Spirituális Művészek Szövetsége 1925-ben alakult, magyar képzőművészeti társaság, amelyet azon korabeli művészek hoztak létre, akik szerint a művészet célja nem a formanyelv keresése, sőt hajszolása, hanem emberi lélek ábrázolása, hogy „az embert erkölcsi magasságokba emelje, s híd legyen ég és föld között”. Utolsó kiállításukat 1944 áprilisában tartották.

## Megalakulása, története
A Szövetség már megalakulása évében, 1925-ben jelentkezett első kiállításával a Nemzeti Szalonban. A Szövetségbe tartozó képzőművészek hitvallását ekként foglalja össze Bende János:

„…nem a formák játékos változását, hanem az élet mélyen található értelmének, a „jelenségek lelkének” keresését tűzte ki célul és az eszmék kifejezését az örök új szépségek formanyelvén. Szerintük a materiális művészet az anyagnak rendeli alá magát, a spirituális művészet azonban ettől eltérőleg a belsőből indul ki, s a külsőt csak annyiban használja fel, amennyiben szellem kivetítésének kénytelen látható formát adni. Azok a formák azonban alá vannak vetve a „szellemitésnek”, mivel teljesen az uralja őket. Ez a művészet az embernek nem külső, de belső formáit tárja fel, s zászlójára az „örökhívés” és „öröklevés” van írva, s hitből táplálkozik, abból, ami minden nagy művészet, minden nagy emberi törekvés alapja volt és lesz.”

A Szövetség hetedik és egyben utolsó kiállítása 1944 áprilisában került megrendezésre a Nemzeti Szalonban.

## Tagság
A Spirituális Művészek Szövetségének a Remsey testvérek, Remsey Jenő és Remsey Zoltán voltak a szellemi vezetői. További tagok:
- Alberth Ferenc
- Antalffy Mária
- Antalffyné Fridrik Mária
- Basilides Barna
- Basilides Sándor
- Cz. Hikádi Erzsébet
- ifj. Czene Béla
- Czene János
- Dabóczi Mihály
- Eősze András
- Kacziány Aladár
- Kapussy György
- Kósa Mária
- Krivácsy Miklós
- Kövesházi Kalmár Elza
- Makoldy József
- Márkus Imre
- Mokry-Mészáros Dezső
- Muszély Ágost
- Náray Aurél
- Pálesch Pál
- Remsey S. Sándor
- Stelek Dénes
- Szendy Arisztid
- Ungvári Lajos
- Ungváry Sándor